# 丹絨拿督國家公園
丹絨拿督國家公園是馬來西亞的國家公園，位於砂拉越的古晉省，成立於1994年，面積7平方公里，設有四條步行道，可欣賞各種雨林、海灘以及壯觀的海岸風光。